# マルトノマ郡庁舎
マルトノマ郡庁舎（-ぐんちょうしゃ、英：Multnomah County Courthouse）は、アメリカ合衆国オレゴン州マルトノマ郡の郡庁舎。ポートランド市のダウンタウンに位置し、同郡2代目の郡庁舎として現在も機能している。1979年に国家歴史登録財に指定された。
元々この建築物には中庭があり、禁酒法時代にはこの庭で押収されたアルコール飲料が排水された。この時に一部の職員が廃棄用の酒類を自分の物にしていたとして逮捕された。その後、この中庭は事務所や陪審員室の増設地に充てられ埋められた。2001年2月の地震で、建物が脆弱な構造で作られていることが明らかになった。